# Кадіфекале
Кадіфекале — замок, розташований в Ізмірі, Туреччина. Замок, який є акрополем стародавньої Смірни, виходить на Ізмірську затоку . Він розташований на пагорбі Пагос на висоті 186 м.

## Історія
Згідно з легендою, Александр Македонський, який прибув до Смірни під час своєї Східної експедиції, заснув під час полювання на пагорбі Пагос і побачив сон. Під час сну почув веління перенести місто до підніжжя цього пагорба. Процес переселення розпочався після смерті Александра, під керівництвом Антигона I Монофтальма та Лісімаха  і відбувся наприкінці IV — на початку III століття до н.е. Відомо, що перші стіни замку також були збудовані в цей період.
У XIII столітті, за правління імператора Іоанна III, під час ремонту оборонних мурів замку всередині неї були збудовані цистерна, церква та монастир. У XV столітті мури були знесені за наказом султана Мехмеда I, але відновлені за часів Мехмеда. Після переходу замку під контроль турків церкву, розташовану в її межах, було перетворено на мечеть. До XVІ століття замок занепав і втратив своє призначення. На початку 2010-х років будівлі перед південними стінами замку були знесені в рамках проекту міської реконструкції, що здійснювався муніципалітетом Ізміра. У 2015 році стіни замку були оновлені та освітлені. Через рік цистерну та мечеть було відновлено. Починаючи з липня 2019 року, у замку почали облаштовувати щотижневий ярмарок виробників. У 2020 році Кадіфекале було внесено до Попереднього списку Всесвітньої спадщини як частину зони спадщини, створеної ЮНЕСКО під назвою «Історичне портове місто Ізмір».

## Архітектура
До наших днів збереглися західні та південні стіни і п'ять веж замку, збудованих з каменю та цегли. Висота веж становить від 20 до 35 м. Цистерна в замку має сорок колон і була вирізьблена в андезитовій головній скелі. Верхня кришка цистерни складається з прямокутних арок, що несуться двадцятьма слоновими ногами. 2650 Цистерна об'ємом 750 м3 Має закриту площу м².

## Зовнішні посилання
- Вікісховище має мультимедійні дані за темою: Кадіфекале